# Бахрейн (острів)
Острів Бахрейн (араб. جزيرة البحرين Jazīrah al-Baḥrayn), також Острів аль-Аваль (al-Awal), колишній Бахрейн — найбільший острів архіпелагу Бахрейн має найбільшу площу та найгустіше заселений.

## Географічна характеристика
Острів Бахрейн простягнувся на 18 км із заходу на схід, та 51 км з півночі на південь. Площа острову — 622 км².
На півдні острова розташована піщана коса. Кам'яний насип, який переходить у півострів Рас Ер-Руман, розташовано на північному сході. На північному заході знаходяться піщані дюни.
Більша частина острова Бахрейн знаходиться у відносно неглибокій частині Перської затоки, відомої як Бахрейнська затока. Морське дно, що примикає до Бахрейну, є скелястим, з півночі покритого великими кораловими рифами. Більшу частину острова займають низинні і безплідні пустелі. Вапняки утворюють низькі пагорби, затонулі скелі і дрібні яри. Вапняк покритий шаром різної потужності солоного піску, здатного підтримувати тільки найстійкішу до посухи пустельну рослинність. На північному узбережжі існує 5 км завширшки родючої смуги землі, на якій ростуть фінікові, мигдалеві, фігові та гранатові дерева. У внутрішній частині височіє ескарп — Джабель ед-Духан, який здіймається на 134 м і є найвищою точкою на острові. Більшість нафтових свердловин країни розташовані поблизу гори.

## Кліматичні умови
На острові Бахрейн переважає тропічний сухий клімат. В прибережній зоні морське дно має підземні джерела з прісною водою. 
| Клімат Бахрейну 1961–1990, extremes 1902–present | Клімат Бахрейну 1961–1990, extremes 1902–present | Клімат Бахрейну 1961–1990, extremes 1902–present | Клімат Бахрейну 1961–1990, extremes 1902–present | Клімат Бахрейну 1961–1990, extremes 1902–present | Клімат Бахрейну 1961–1990, extremes 1902–present | Клімат Бахрейну 1961–1990, extremes 1902–present | Клімат Бахрейну 1961–1990, extremes 1902–present | Клімат Бахрейну 1961–1990, extremes 1902–present | Клімат Бахрейну 1961–1990, extremes 1902–present | Клімат Бахрейну 1961–1990, extremes 1902–present | Клімат Бахрейну 1961–1990, extremes 1902–present | Клімат Бахрейну 1961–1990, extremes 1902–present | Клімат Бахрейну 1961–1990, extremes 1902–present |
| Показник                                         | Січ.                                             | Лют.                                             | Бер.                                             | Квіт.                                            | Трав.                                            | Черв.                                            | Лип.                                             | Серп.                                            | Вер.                                             | Жовт.                                            | Лист.                                            | Груд.                                            | Рік                                              |
| Абсолютний максимум, °C                          | 29,7                                             | 34,7                                             | 38,1                                             | 41,3                                             | 46,7                                             | 47,3                                             | 47,5                                             | 45,6                                             | 45,5                                             | 42,8                                             | 37,2                                             | 30,6                                             | 47,5                                             |
| Середній максимум, °C                            | 20,0                                             | 21,2                                             | 24,7                                             | 29,2                                             | 34,1                                             | 36,4                                             | 37,9                                             | 38,0                                             | 36,5                                             | 33,1                                             | 27,8                                             | 22,3                                             | 30,1                                             |
| Середня температура, °C                          | 17,2                                             | 18,0                                             | 21,2                                             | 25,3                                             | 30,0                                             | 32,6                                             | 34,1                                             | 34,2                                             | 32,5                                             | 29,3                                             | 24,5                                             | 19,3                                             | 26,5                                             |
| Середній мінімум, °C                             | 14,1                                             | 14,9                                             | 17,8                                             | 21,5                                             | 26,0                                             | 28,8                                             | 30,4                                             | 30,5                                             | 28,6                                             | 25,5                                             | 21,2                                             | 16,2                                             | 23,0                                             |
| Абсолютний мінімум, °C                           | 2,7                                              | 7,9                                              | 10,9                                             | 10,8                                             | 18,7                                             | 18,4                                             | 25,3                                             | 21,8                                             | 18,9                                             | 18,8                                             | 11,7                                             | 6,4                                              | 2,7                                              |
| Середня кількість сонячних годин на місяць       | 226,3                                            | 221,2                                            | 238,7                                            | 255,0                                            | 306,9                                            | 339,0                                            | 331,7                                            | 331,7                                            | 312,0                                            | 303,8                                            | 261,0                                            | 226,3                                            | 3353,6                                           |
| Норма опадів, мм                                 | 14.6                                             | 16.0                                             | 13.9                                             | 10.0                                             | 1.1                                              | 0                                                | 0                                                | 0                                                | 0                                                | 0.5                                              | 3.8                                              | 10.9                                             | 70.8                                             |
| Днів з опадами                                   | 2,0                                              | 1,9                                              | 1,9                                              | 1,4                                              | 0,2                                              | 0                                                | 0                                                | 0                                                | 0                                                | 0,1                                              | 0,7                                              | 1,7                                              | 9,9                                              |
| ------------------------------------------------ | ------------------------------------------------ | ------------------------------------------------ | ------------------------------------------------ | ------------------------------------------------ | ------------------------------------------------ | ------------------------------------------------ | ------------------------------------------------ | ------------------------------------------------ | ------------------------------------------------ | ------------------------------------------------ | ------------------------------------------------ | ------------------------------------------------ | ------------------------------------------------ |

## Транспорт
- Міст Шейха Хамада: від міста Мухаррак до дипломатичного району[en]
- Міст Шейха Іса бін Салман[en]: Від міста Мухаррак/Бусайтеен[en] до дипломатичного району
- Міст Шейха Халіфа: від Аль-Гідд[en] до Джуффаїр[en]

## Природні особливості
Природа Бахрейна представлена багатим природним світом. У пустелях ростуть тамаріск, верблюжа колючка, астрагал, саксаул.